# 메테펙

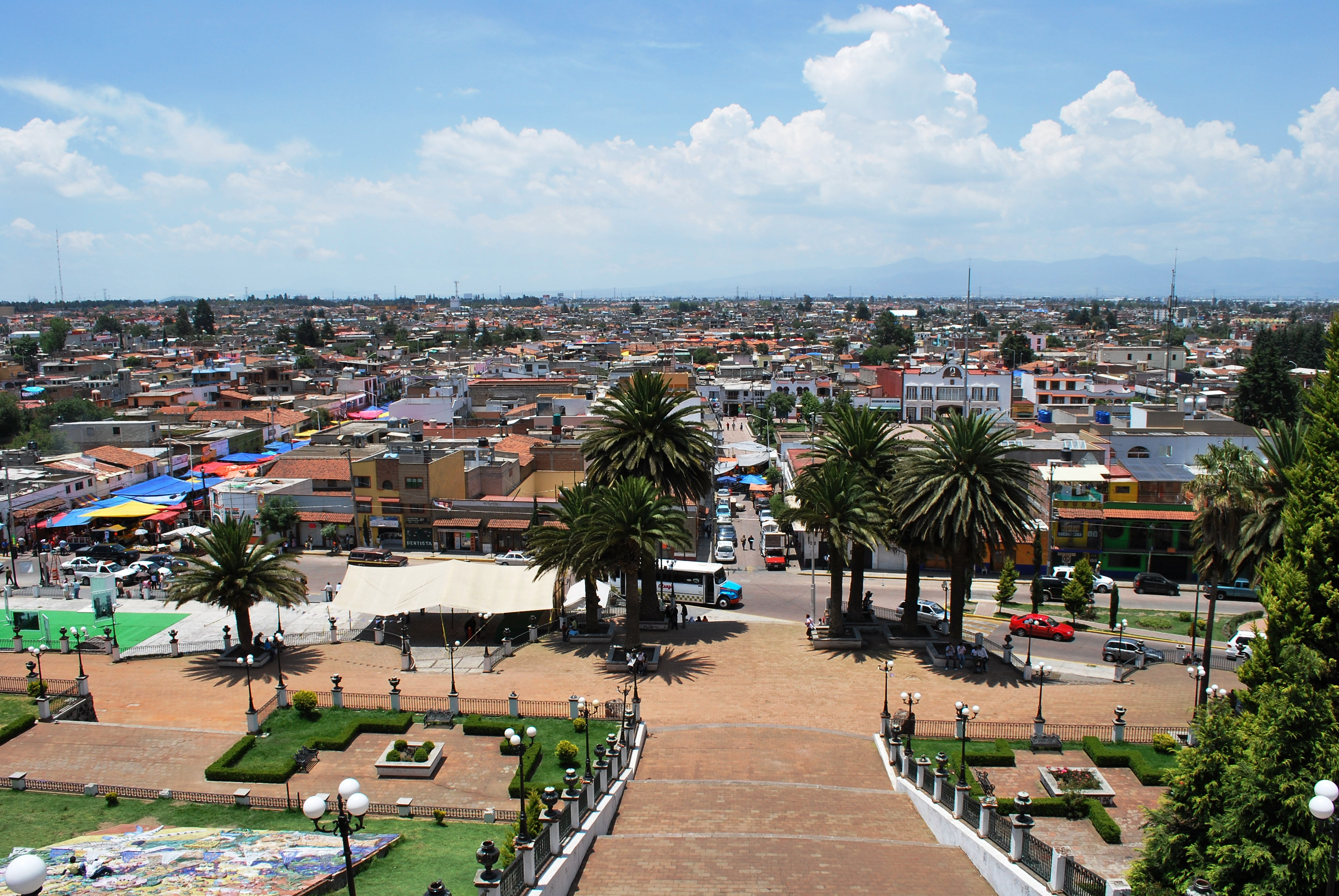
메테펙

메테펙(스페인어: Metepec)은 멕시코 멕시코주에 위치한 도시로 높이는 2,620m, 인구는 206,005명(2005년 기준)이다.